# カタルリズム
「カタルリズム」は、OLDCODEXの楽曲。YORKE.が作詞、R・O・Nが作曲を手掛けた。OLDCODEXの5枚目のシングルとして2012年8月8日にLantisから発売された。

## 概要
前作「Cold hands」から約5ヶ月ぶりのリリースとなる2012年2作目のシングル。GloryHeaven以外のレーベルからは初めての発売となる。表題曲「カタルリズム」は、テレビアニメ『黒子のバスケ』の2クール目エンディングテーマに起用された。自身のシングル表題曲がアニメの主題歌に起用されるのは初。販売形態は初回限定盤と通常盤の2種リリースで、前者には表題曲のPVとメイキングを収めたDVDが同梱されている。PVでは過去と未来が絵で表現されており、ディスクジャケットにはPVの世界観や歌詞が表現されている。ちなみにメイキングではTa_2自身が絵コンテを披露している。本作を引っ提げ、テレビ朝日系「Break Out」に出演をした。

## 収録曲
（全作曲・編曲：R・O・N）
1. カタルリズム [3:21]
作詞：YORKE.
テレビアニメ『黒子のバスケ』2クール目エンディングテーマ
タイトルのカタルリズムはYORKEの思いつきによる[2]。当初はバラードも検討していたが、『黒子のバスケ』自体が毎週続くアツい作品であることから、「次回に繋げていく始まりになる曲」になるようアップテンポ調に変更された[1]。
2. light in your eyes [2:20]
作詞：YORKE.
3. smoke [4:04]
作詞：Ta_2
当初バラードにしようと思っていた表題曲の世界観を踏襲した曲[1]。
4. カタルリズム（off main vocal） [5:22]

DVD（初回限定盤のみ）
1. カタルリズム（Music Video）
2. Making of カタルリズム Music Video